# Reaxys
Reaxys – narzędzie internetowe służące do wyszukiwania informacji i danych znajdujących się opublikowanych materiałach, w tym czasopismach i patentach. Dostępne tam informacje obejmują związki chemiczne, reakcje chemiczne, właściwości chemiczne, powiązane dane bibliograficzne, dane dotyczące substancji wraz z informacją na temat ich syntezy oraz procedury eksperymentalne z wybranych czasopism i patentów. Baza Reaxys jest narzędziem licencjonowanym przez Elsevier.
Reaxys został uruchomiony w 2009 r. jako następca baz danych CrossFire. Został opracowany w celu zapewnienia chemikom prowadzącym badania dostępu do aktualnych, historycznych, istotnych informacji chemicznych pochodzących z wiarygodnych źródeł dotyczących związków organicznych, nieorganicznych i metaloorganicznych.

## Zakres i dostęp
Głównym celem bazy Reaxys jest dostarczenie chemikom prowadzącym badania dostępu do doświadczalnie zmierzonych danych takich jak właściwości fizyczne, chemiczne czy farmakologiczne na jednej uniwersalnej platformie.
Zawartość bazy Reaxys obejmuje chemię organiczną, nieorganiczną, metaloorganiczną, chemię leków, agrochemię, inżynierię procesową oraz dostarcza dane źródłowe, informacje o strukturach i reakcjach. Dodatkowe funkcje dostępne w bazie Reaxys umożliwiają planowanie syntez oraz dostarczają informacje na temat komercyjnej dostępności określonej substancji chemicznej. Baza Reaxys jest wciąż udoskonalana i ulepszana, a jesienią 2016 r. uzyskała zupełnie nowy, intuicyjny interfejs.
Reaxys udostępnia linki do bazy Scopus dla wszystkich dopasowanych artykułów oraz współpracuje z ScienceDirect. Dostęp do bazy danych Reaxys podlega rocznej umowie licencyjnej.

## Zakres bazy danych
Zawartość bazy Reaxys obejmuje ponad 200 lat chemii i została wydobyta z kilkunastu tysięcy tytułów czasopism naukowych, książek i patentów. Obecnie dane pochodzą z wybranych czasopism i patentów chemicznych, a w procesie wyboru danych dotyczących reakcji lub substancji spełnione muszą być następujące warunki:
1. Dostępna struktura chemiczna.
2. Dane są poparte faktem (właściwość, przygotowanie, reakcja).
3. Dane posiadają wiarygodne odniesienie.

Wśród wspomnianych 400 tytułów znajdziemy takie tytuły jak:  Advanced Synthesis and Catalysis, Journal of American Chemical Society, Journal of Organometallic Chemistry, Synlett i Tetrahedron.
Patenty, które znajdziemy w bazie Reaxys pochodzą z międzynarodowych klas patentowych:
·        C07 Chemia Organiczna
·        A61K i drugorzędowe IPC C07 (preparaty lecznicze, stomatologiczne, kosmetyczne)
·        A01N
·        C09B Barwniki
W roku 2016 w bazie Reaxys znajdowało się ok. 90 milionów rekordów substancji chemicznych, 500 milionów danych dotyczących właściwości fizycznych, chemicznych, informacji na temat widm czy bioaktywności tych substancji oraz 41 milinów rekordów reakcji wraz z danymi na temat warunków ich prowadzenia. Liczba tych rekordów stale się zwiększa, gdyż informacje znajdujące się w bazie są wciąż aktualizowane. Dodatkowo baza Reaxys jest powiązana z dokumentami z pokrewnych dziedzin, co oznacza, że znajdziemy w niej informację na temat zastosowania danej substancji w weterynarii, czy rolnictwie. Informacje na ten temat są zebrane z ponad 16 000 czasopism. 

## Oficjalna strona
https://www.elsevier.com/solutions/reaxys